# Список ординариев епархии Клойна
Список ординариев Клойна — список католических ординариев, занимавших кафедру Клойна, которая была учреждена в 1152 году на соборе в Келлсе при храме Святого Колмана в Клойне. После Реформации в Ирландии собор в Клойне был занят англиканской Церковью Ирландии, и ныне является храмом англиканской епархии Корка, Клойна и Росса. Кафедра римско-католической епархии Клойна с 1850 года находится в городе Ков при храме Святого Колмана, освящённого в 1919 году.
| Список римско-католических ординариев Клойна                                                | Список римско-католических ординариев Клойна | Список римско-католических ординариев Клойна | Список римско-католических ординариев Клойна |
| С                                                                                           | До                                           | Имя                                          | Примечания |
| ------------------------------------------------------------------------------------------- | -------------------------------------------- | -------------------------------------------- | --- |
| 1148                                                                                        | 1149                                         | Неемия О’Мориртэк                            | Монах из аббатства скоттов в Регенсбурге; поставлен в епископы до 1148; умер в 1149. |
| 1159                                                                                        | 1159                                         | О’Дубрейн                                    | Настоятель аббатства Клойн; умер в сане епископа Клойна. |
| 1167                                                                                        | 1167                                         | О’Фланаган                                   | Умер в сане епископа Клойна. |
| 1173–77                                                                                     | 1192                                         | Мэттью О’Монгэйг                             | Поставлен в епископы между 1173 и 1177; умер в сане епископа Клойна. |
| 1201                                                                                        | 1205                                         | Лоренс О’Салливан                            | Поставлен в епископы до 1201; умер в сане епископа Клойна. |
| 1218                                                                                        | 1223                                         | Люк                                          | Поставлен в епископы до 1218; умер в сане епископа Клойна. |
| 1224                                                                                        | 1224                                         | Флоренс                                      | Архидиакон в Беллегаке; наречён в епископы 24 августа 1224, но не был хиротонисан. |
| 1226                                                                                        | 1226                                         | Патрик                                       | Цистерцианец; наречён в епископы 20 июля 1226, но не был хиротонисан. |
| 1226                                                                                        | 1234                                         | Дэниэль                                      | Поставлен в епископы 31 августа 1226; умер после октября 1234. |
| Sede vacante с 1234 по 1240                                                                 |                                              |                                              | |
| 1240                                                                                        | 1246                                         | Эйлинн О’Салливан                            | Доминиканец; хиротонисан около 1240; переведён на кафедру Лисмора после 26 октября 1246. |
| 1247                                                                                        | 1264                                         | Дэниэль                                      | Францисканец; поставлен в епископы до 12 октября 1247 и хиротонисан после этой даты; приступил к управлению епархией 2 июля 1248; умер после 2 июня 1264.                                                                                |
| 1265                                                                                        | 1274                                         | Реджинальд                                   | Переведён с кафедры Дауна 13 апреля 1265; умер 7 февраля 1274. |
| 1275                                                                                        | 1284                                         | Алан О’Лонерган                              | Францисканец; поставлен в епископы до 18 февраля 1275; приступил к управлению епархией 21 февраля 1275; умер около 5 января 1284. |
| 1284                                                                                        | 1321                                         | Николас из Эффингэма                         | Поставлен в епископы после 18 марта 1284; приступил к управлению епархией 2 сентября 1284; умер в июне 1321; при нём в Клойне был построен Собор Святого Колмана.                                                                        |
| 1321                                                                                        | 1333                                         | Морис О’Солехэн                              | Назначен на кафедру 8 октября 1321; приступил к управлению епархией 1 августа 1322; хиротонисан после 25 августа 1323; умер 31 марта 1333.                                                                                               |
| 1333                                                                                        | 1351                                         | Джон Брид                                    | Цистерцианец; назначен на кафедру 10 августа и хиротонисан после 9 октября 1333; приступил к управлению епархией 16 сентября 1335; умер около 1351.                                                                                      |
| 1351                                                                                        | 1362                                         | Джон Уайткот                                 | Поставлен в епископы перед июнем 1351; приступил к управлению епархией 18 сентября 1351; умер 7 февраля 1362. |
| 1363                                                                                        | 1376                                         | Джон Суэффхэм                                | Кармелит; назначен на кафедру 1 марта 1363; приступил к управлению епархией 14 июля 1363; переведён на кафедру Бангора 2 июля 1376. |
| 1376                                                                                        | 1394                                         | Ричард Уэр                                   | Кармелит; назначен на кафедру 2 июля 1376; приступил к управлению епархией 9 ноября 1376; лишён сана перед 16 марта 1394. |
| 1394                                                                                        | 1405                                         | Джерард Кентон                               | Августинец-еремит; назначен на кафедру 16 марта 1394; приступил к управлению епархией 9 ноября 1394; переведён на кафедру Элфина около 1405.                                                                                             |
| 1413                                                                                        | 1429                                         | Адам Пэйн                                    | Августинец-еремит; назначен на кафедру 26 июля 1413; ушёл на покой до 15 июня 1429; умер после января 1432. |
| Ординарии Корка и Клойна с 1429 по 1747                                                     |                                              |                                              | |
| 1429                                                                                        | 1469                                         | Джордан Пёрселл                              | Назначен на кафедру 15 июня 1429; хиротонисан 6 января 1432; приступил к управлению епархией 25 сентября 1432; ушёл на покой после 18 апреля 1469.                                                                                       |
| 1463                                                                                        | 1477                                         | Джеральд Фицджеральд                         | Назначен на кафедру перед 3 февраля 1462; умер около 1477. |
| 1472                                                                                        | 1490                                         | Уильям Роуч                                  | Назначен на кафедру 26 октября 1472; ушёл на покой до апреля 1490. |
| 1490                                                                                        | 1492                                         | Таддеус Маккарти                             | Наречён в епископы Росса; назначен на кафедру Корка и Клойна 21 апреля 1490; умер 24 октября 1492; беатифицирован римским папой Львом XIII 14 сентября 1896.                                                                             |
| 1499                                                                                        | 1499                                         | Патрик Кэнт                                  | Цистерцианец; настоятель аббатства Фермой; назначен на кафедру 15 февраля 1499, но назначение было аннулировано 26 июня 1499. |
| 1499                                                                                        | 1520                                         | Джон Фицэдмунд                               | Назначен на кафедру 26 июня 1499; умер после 27 августа 1520. |
| 1523                                                                                        | 1536                                         | Джон Беннет                                  | Назначен на кафедру 28 января 1523; умер в 1536. |
| 1540                                                                                        | 1540                                         | Льюис Макнамара                              | Францисканец; наречён в епископы 24 сентября 1540, не был хиротонисан. |
| 1540                                                                                        | 1556                                         | Джон О’Хэйн                                  | Назначен на кафедру 5 ноября 1540; умер до 1556; также исполнял обязанности апостольского администратора епархии Элфина с 1545 по 1556.                                                                                                  |
| 1556                                                                                        | 1557                                         | Доминик Тёррэй                               | Назначен на кафедру как епископ протестантской Церкви Ирландии королём Генрихом VIII в 1536; был принят из раскола в сущем сане кардиналом Реджинальдом Поулом 27 ноября 1556; умер приблизительно в августе 1557.                       |
| 1557                                                                                        | 1567                                         | Роджер Скидди                                | Назначен на кафедру королевой Марией I 18 сентября 1557; хиротонисан «папским обрядом» 30 октября 1562 по приказу королевы Елизаветы I от 31 июля 1562 года, которую он признал главой Церкви.                                           |
| 1568                                                                                        | 1574                                         | Николас Лэнд                                 | Назначен на кафедру 27 февраля 1568; умер около 1574. |
| 1574                                                                                        | 1579                                         | Эдмунд Таннер                                | Назначен на кафедру 5 ноября 1574; умер 4 июня 1579. |
| 1580                                                                                        | 1603                                         | Дермот Маккрэйг                              | Назначен на кафедру 12 октября 1580; умер после 1603. |
| 1614                                                                                        | 1614                                         | Джеймс Майг                                  | Назначен апостольским викарием Корка и Клойна папским бреве 3 сентября 1614. |
| 1621                                                                                        | 1621                                         | Роберт Майг                                  | Назначен апостольским викарием Корка и Клойна папским бреве 13 июля 1621. |
| 1622                                                                                        | 1646                                         | Уильям Тёррэй                                | Назначен на кафедру 24 января 1622; умер в марте 1646. |
| 1647                                                                                        | 1662                                         | Роберт Барри                                 | Назначен на кафедру 8 апреля 1647; умер 6 июля 1662. |
| Sede vacante с 1662 по 1676                                                                 |                                              |                                              | |
| 1676                                                                                        | 1693                                         | Питер Криг                                   | Назначен на кафедру 13 мая 1676; переведён на кафедру Дублина 9 марта 1693. |
| С 1693 по 1747 ординарии Корка и Клойна являлись также апостольскими администраторами Росса |                                              |                                              | |
| 1693                                                                                        | 1712                                         | Джон Баптист Слэйн                           | Августинец; Назначен на кафедру 13 апреля 1693; ушёл на покой 22 января 1712; умер 16 февраля 1712. |
| 1712                                                                                        | 1726                                         | Донаг Маккарти                               | Назначен на кафедру 16 июля 1712; умер в марте 1726. |
| 1727                                                                                        | 1747                                         | Таддеус Маккарти                             | Назначен на кафедру 7 апреля 1727; умер 14 августа 1747. |
| Ординарии Клойна и Росса с 1747 по 1850                                                     |                                              |                                              | |
| 1747                                                                                        | 1769                                         | Джон О’Брайн                                 | Назначен на кафедру 10 января 1747 и папским бреве 10 января 1748; умер 13 марта 1769. |
| 1769                                                                                        | 1791                                         | Мэттью Маккена                               | Назначен на кафедру 7 августа 1769; умер 4 июня 1791. |
| 1791                                                                                        | 1830                                         | Уильям Коппинджер                            | Назначен на кафедру коадъютором 15 января 1788; хиротонисан 4 июня 1791; умер 1830. |
| 1830                                                                                        | 1832                                         | Майкл Коллинз                                | Назначен на кафедру коадъютором 7 апреля 1827; хиротонисан 1830; умер 1832. |
| 1833                                                                                        | 1846                                         | Бартеломью Кротти                            | Назначен на кафедру 22 марта 1833; хиротонисан 11 июня 1833; умер 3 октября 1846. |
| 1847                                                                                        | 1849                                         | Дэвид Уолш                                   | Назначен на кафедру 6 февраля 1847; хиротонисан 2 мая 1847; умер 19 января 1849. |
| 1849                                                                                        | 1850                                         | Тимоти Мёрфи                                 | Назначен на кафедру 19 апреля 1849; хиротонисан 16 сентября 1849; в 1850 после разделения епархии возглавил кафедру Клойна. |
| Ординарии Клойна с 1850 по настоящее время                                                  |                                              |                                              | |
| 1850                                                                                        | 1856                                         | Тимоти Мёрфи                                 | На кафедре Клойна с 24 ноября 1850; умер 4 декабря 1856. |
| 1857                                                                                        | 1874                                         | Уильям Кин                                   | Переведён с кафедры Росса; назначен на кафедру 5 мая 1857; умер 15 января 1874. |
| 1874                                                                                        | 1893                                         | Джон Маккарти                                | Назначен на кафедру 22 августа и хиротонисан 28 октября 1874; умер 9 декабря 1893. |
| 1894                                                                                        | 1935                                         | Роберт Браун                                 | Назначен на кафедру 26 июня и хиротонисан 19 августа 1894; умер 23 марта 1935. |
| 1935                                                                                        | 1956                                         | Джеймс Роуч                                  | Переведён с кафедры Росса; назначен на кафедру Клойна коадъютором 26 июня 1931; взошёл на кафедру 23 марта 1935; умер 31 августа 1956.                                                                                                   |
| 1957                                                                                        | 1987                                         | Джон Ахэрн                                   | Назначен на кафедру 30 марта и хиротонисан 9 июня 1957; ушёл на покой 17 февраля 1987; умер 25 September 1997. |
| 1987                                                                                        | 2010                                         | Джон Мэджи                                   | Килтеганец; назначен на кафедру 17 февраля и хиротонисан 17 марта 1987; исполнял обязанности апостольского администратора Лимерика с июля 1994 по март 1996; отстранён от управления епархией 7 марта 2009; ушёл на покой 24 марта 2010. |
| 2007                                                                                        | 2012                                         | Дермот Клиффорд                              | Архиепископ Кашела и Эмли; апостольский администратор Клойна с 7 марта 2010 года по 25 ноября 2012. |
| с 2012                                                                                      | с 2012                                       | Уильям Крин                                  | Назначен на кафедру 25 ноября 2012; хиротонисан 27 января 2013. |
| Источники :                                                                                 |                                              |                                              | |